# Župna crkva sv. Klare djevice u Zagrebu
Župna crkva sv. Klare katolička je crkva sagrađena 1768. godine u zagrebačkom naselju Sveta Klara.
Ova je crkva zaštićeno kulturno dobro Republike Hrvatske.

## Povijest
Crkva sv. Klare prvi se puta spominje u 14. stoljeću, kada je, pretpostavlja se, ona bila tek drvena građevina. Današnja zidana crkva podignuta je u 18. stoljeću, što potvrđuje natpis na zaglavnom kamenu ulaznog portala. Tijekom stoljeća, crkva je više puta obnavljana, a značajna obnova izvedena je 2016. godine povodom obilježavanja 650. obljetnice Župe.

## Arhitektura i umjetnost
Crkva pripada dvoranskom tipu sakralnih objekata, s polukružnom apsidom svetišta i sakristijom smještenom s južne strane. Na glavnom pročelju dominira trokatni zvonik pravokutnog tlocrta, završen piramidalnim krovićem. Unutrašnjost je oblikovana baldahinskim svodovima koji počivaju na pilastrima s bogato profiliranim kapitelima, čime se prostor lađe dijeli na dva jarma.
Kor ima valoviti parapet koji se oslanja na dva kamena stupa, dok je iznad svođene sakristije smješten oratorij.
Unutrašnjost crkve krase iluzionističke freske iz 1797. godine, koje su sačuvane na sjevernom zidu lađe i trijumfalnom luku, gdje je unutar medaljona upisana godina nastanka. Parapet kora oslikan je prizorima iz života sv. Izidora. Vitraji crkve izrađeni su 1925. godine.

## Galerija
- Pogled na crkvu
- Pogled s ulaza prema oltaru
- Unutrašnjost crkve
- Unutrašnjost crkve
- Unutrašnjost crkve, luster
- Unutrašnjost, skulpure i freske
- Kor i parapet kora oslikan prizorima iz života sv. Izidora